# کسین
کسین (به انگلیسی: Xine) یک موتور بازنواخت چند رسانه‌ای برای سیستم عامل‌های شبه یونیکس است که تحت پروانه عمومی همگانی گنو منتشر شده‌است.
کسین را می‌توان علاوه بر یک پخش‌کننده قدرتمند وی‌سی‌دی و دی‌وی‌دیی به عنوان یک MPEG2 Decoder فرکانس‌های ماهواره‌ای نیز بکار گرفت. در صورتی که کارت DVB فاقد قابلیت سخت‌افزاری MPEG2 Encoding است، کسین این کار را انجام می‌دهد. علاوه بر این کسین را می‌توانید به عنوان یک گیرنده سیگنال‌های تلویزیون آنالوگ نیز بکار گرفت.
کسین از دوبخش تشکیل شده‌است.
1. کتابخانه Xine یا libxine
2. واسط کاربر Xine یا xine-ui

## قابلیت‌ها
یکی از قابلیت‌های خوب کسین وجود کلیدهای میانبر بسیار فراوان برای انجام امور مختلف است که شما را از ماوس بی‌نیاز می‌کند. کسین امکان انجام اموری بسیار گسترده و حرفه‌ای را فراهم می‌کند که حتی در نرم‌افزارهای تجاری نیز آن‌ها را کمتر مشاهده می‌کنیم. برخی از این قابلیت‌ها عبارت‌اند از:
1. امکان بزرگنمایی و کوچک‌نمایی افقی/عمودی تصویر که با کلیدهای زیر امکان‌پذیر است:

- بزرگنمایی کلید z
- بزرگنمایی عمودی کلیدهای alt+z
- بزرگنمایی افقی کلیدهای ctrl+z
- کوچک‌نمایی کلیدهای shift+z
- کوچک‌نمایی عمودی کلیدهای alt+shift+z
- کوچک‌نمایی افقی کلیدهای ctrl+shift+z
- بازگشت به حالت نخست با کلیدهای ctrl+shift+z

1. تنظیم صدا و Amplification Level که با کلیدهای زیر امکان‌پذیر است:

- کاهش صدا با کلید v
- افزایش صدا با کلیدهای shift+v
- کاهش amplification level با کلیدهای ctrl+v
- افزایش amplification level با کلیدهای ctrl+shift+v
- قطع و وصل صدا با کلیدهای ctrl+m

1. تنظیم اندازه پنجره، حالت Full screen و aspect Ratio با کلیدهای زیر امکان‌پذیر است:

- ورود/خروج به/از حالت تمام صفحه با کلید F
- تنظیم Aspect Ratio با کلید a
- تنظیم اندازه پنجره نمایش با کلیدهای Alt+۱/۲/۳
- مخفی کردن/نمایش پنجره نمایش با کلید h

1. کلیدهای پخش‌کننده

- کلیدهای Ctrl+O برای باز کردن فایل‌های چند رسانه‌ای
- کلید Enter برای شروع پخش
- کلید S برای توقف پخش
- کلید Space برای Pause/Play
- کلید l برای حالت loop
- کلیدهای Left/Right برای جلو/عقب به میزان ۶۰ ثانیه
- کلیدهای Alt+Left/Right برای جلو/عقب به میزان ۳۰ ثانیه
- کلیدهای Ctrl+Left/Right برای جلو/عقب به میزان ۱۵ ثانیه
- کلید UP برای ۲ مرحله Fast Motion
- کلید Down برای دو مرحله Slow Motion
- کلیدهای Alt+Down برای تنظیم سرعت به حالت نخست
- کلید e برای Medium Eject
- کلید t برای تهیه Snapshot (تصویر) از فیلم
- کلیدهای Ctrl+i برای نمایش اطلاعات فایل/دیسک

سایر قابلیت‌هایی که می‌توان به آن اشاره کرد عبارت‌اند از:
- قابلیت تهیه لیست‌های پخش (Play List) با امکان تغییر/ویرایش/بازخوانی و تولید لیست پخش از روی محتویات موجود در CD/DVD و DVB.
- قابلیت تغییر Skin برنامه
- قابلیت تنظیم وضعیت روشنایی/رنگ صفحه نمایش (تصویر شماره ۳)
- سیستم نمایش اطلاعات به صورت OSD به‌طوری‌که تمامی اعمالی که انجام می‌دهید، از قبیل جلو/عقب کردن فیلم، تغییر صدا، زمان فیلم، حرکت آهسته، حرکت سریع، حالت Aspect Ratio و… تماماً به صورت نوشته‌هایی روی صفحه نمایش حک می‌شود.
- قابلیت استفاده از کنترل از راه دور در دستگاه‌های دارای درگاه مادون قرمز
- منوی کلیک راست با امکان دسترسی آسان به دستورات و تنظیمات برنامه
- ثبت رخدادها در فایل‌های ثبت رخداد (log files) به‌طوری‌که می‌توان به سادگی خطاهای رخ داده را پیگیری نمود.
- نمایش گراف‌های مختلف هنگام پخش فایل‌های صوتی
- قابلیت پساپردازش ویدئویی (Video Post processing) که امکان پردازش اضافی بر روی تصاویر و اعمال فیلترهای مختلف را روی خروجی تصویر فراهم می‌سازد.
- سیستم Skin Downloader با قابلیت دریافت ظاهرهای گرافیکی متنوع برای پخش‌کننده شما
- Keymap Editor با قابلیت تغییر و تعریف کلیدهای میانبر جدید و موجود روی پخش‌کننده
- پخش و MPEG2 Decoder برای سیگنال‌های ماهواره‌ای دیجیتال (DVB)
- پخش سیگنال‌های تلویزیون آنالوگ
- حالت هوشمند پخش‌کننده برای کاربران تازه‌کار (خودکار)
- قابلیت نمایش زیرنویس با استفاده از فایل‌های جداگانه و توانایی در تنظیم اندازه و رمزگزاری نویسه‌های (Character Encoding) آن
- پشتیبانی از انواع حالت‌های صوتی سه بعدی و Surround چهار و پنج و قابلیت استفاده از انواع راه اندازهای صوتی نصب شده روی سیستم‌عامل
- قابلیت Deinterlacing نرم‌افزاری ویدئو به‌وسیله فیلترهای مختلف
- قابلیت استفاده از تمامی راه‌اندازهای ویدئویی نصب شده روی سیستم‌عامل
- قابلیت Video Streaming